# 1619計畫
1619計畫（英語：The 1619 Project）是一項長期的新聞與課程計畫。該計畫是一種歷史修正主義，對美國史上傳統上受人尊敬的人物和事件進行批判性的審視，包括美國革命中的愛國者、美国开国元勋以及南北战争期間的亞伯拉罕·林肯和聯邦。它主張美國史始於1619年第一批黑奴被帶到了美洲大陸。從此開始的250年，美國的各方面都受到奴隸制度的影響，這就是美國的原罪。該計畫是由《紐約時報》和《紐約時報雜誌》的非裔作家妮可‧漢娜-瓊斯推動的，第一篇文章發表在2019年8月號的《紐約時報雜誌》上。該計畫開發了教育課程，並得到普立茲中心的支持，其後有大報文章、現場活動和播客。